# Minuet (kočka)

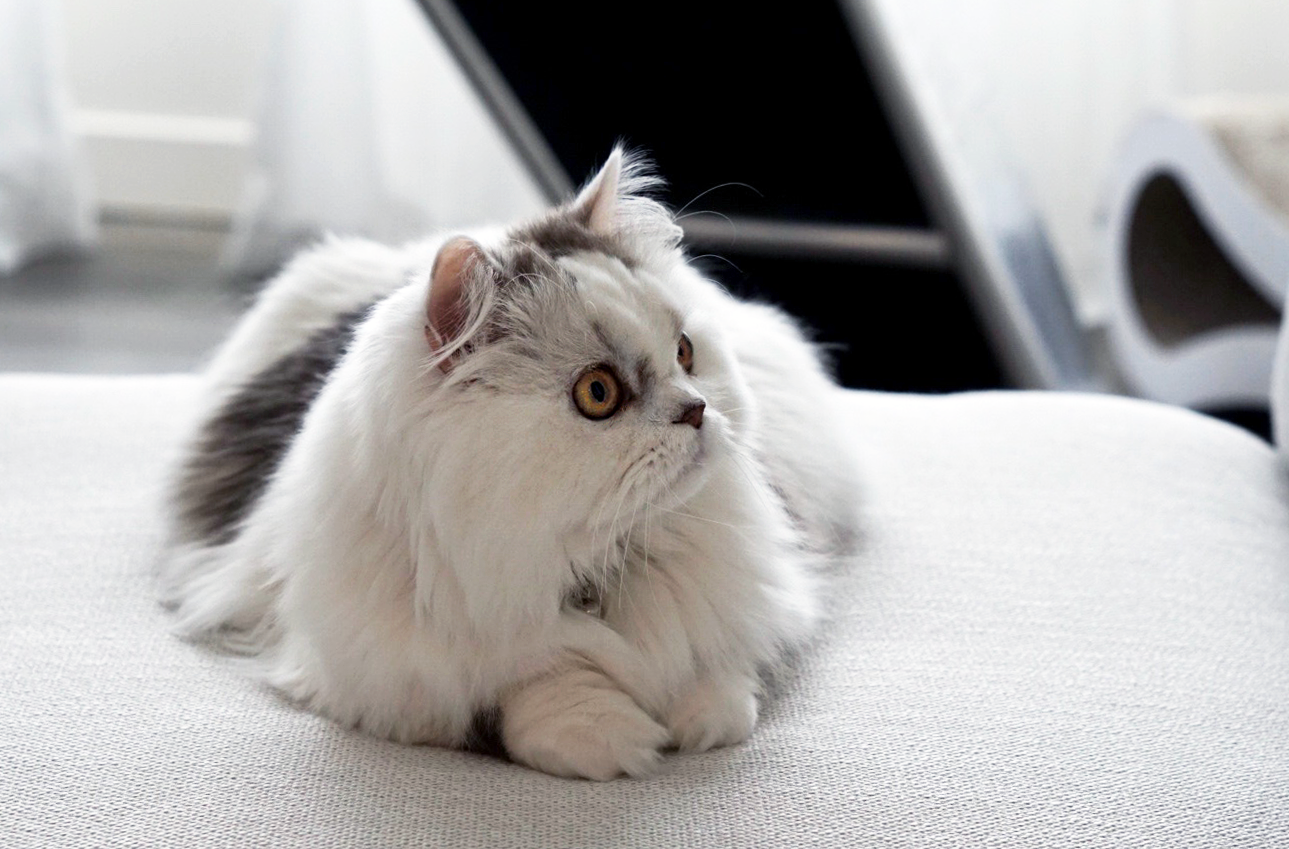
kočka plemene Minuet

Minuet je hybridní plemeno kočky, které vzniklo zkřížením munchkinů s kočkami perského typu. Toto plemeno je velmi mladé a plně uznávané TICA od roku 2016. Kvůli rozvoji plemene se umožňují tři kombinace, jejichž koťata jsou stále považována za čistokrevné minuety: minuet-minuet, minuet-perská kočka a minuet-munchkin.

## Historie
Směs vytvořil Joseph B. Smith, který se ve své kariéře věnoval hlavně psům (basetům) a byl rozhodčí American Kennel Club (AKC). Inspiroval se titulní stránkou deníku Wall Street Journal o munchkinovi z 12. června 1995. Od této doby byl velkým fanouškem tohoto plemena koček. Postupem času ale munchkiny přestal tolik obdivovat, protože došel k úvaze, že to vlastně není distinktivní plemeno. Dokonce prohlásil, že je to obyčejná tuctová kočka. Proto se rozhodl, že vytvoří něco mnohem unikátnějšího. Něco, jenž by "vyzařovalo čistokrevnost". Brzy se mu podařilo vyšlechtit jeho vysněný druh koček. Cesta k úspěchu byla ale dlouhá. První minuet se narodil až po několika generacích. Smith chtěl nejprve plemeno pojmenovat napoleon, při jeho registraci asociací TICA v roce 2015, ale bylo zvoleno jiné jméno - minuet. Byla totiž obava, že by francouzská veřejnost špatně přijala výsměšné jméno Napoleon pro kočku typickou malým vzrůstem. Dodnes je ale mezi řadou chovatelů plemeno známé právě jako napoleon.

## Popis
Minuet zdědil své výrazné krátké nohy po munchkinovi, které jsou způsobeny genetickou mutací. I tak však krátké nohy nebrání kočce v obratnosti. Jsou schopni normálně běhat, hrát si a skákat. Pro minueta je charakteristický krátký čenich, kulatý obličej, hustá srst a silná kostra. V chovech se daří držet jak krátkosrstou, tak dlouhosrstou variantu tohoto plemene. Zadní nohy této kočky jsou delší než přední. Kočky minuet jsou střední velikosti a samci váží mezi 4 až 5 kily. Samice váží 2 až 4 kila.

### Povaha
Je velmi hravý, přítulný, učenlivý, trpělivý, tolerantní a roztomilý. Stále vyhledává nějakou zábavu a je vhodný do rodin s dětmi, které přímo miluje. Dobře se snese s ostatními kočkami a psy. Přizpůsobí se jak domům, tak i bytům.

## Zdraví
Celkově mají minueti málo zdravotních problémů, ale stejně jako u jiných druhů existují specifické genetické podmínky, na které je třeba dávat pozor. Díky své perské linii jsou minuetové náchylní k polycystické nemoci ledvin (PKD). Chovatelé pravidelně před rozmnožováním vyšetřují rodičovské kočky na PKD. Mezi další společné problémy s perskou linií patří epifora (nadměrná tvorba slz). Stejně jako u Munchkinů i Minuetům se může vyvinout osteoartrózu, ale to je mnohem méně běžné než u psích plemen.

## Slavní minuetové
K slavným minuetům rozhodně patří Bell. Tato krasavice si získala na instagramu přízeň 145 tisíc fanoušků díky svému veverčímu vzhledu. I tak jsou minueti téměř neznámé plemeno.